# 울산과학기술원
울산과학기술원(蔚山科學技術院, Ulsan National Institute of Science and Technology, UNIST)은 울산광역시 울주군 언양읍에 자리한 울산광역시의 국립대학교이자, 첨단과학기술 혁신과 지역과학기술인재 양성과 산학협력을 목적으로 하는 대한민국 과학기술정보통신부 소속의 특정연구기관으로 되어있는 특수대학이다.
UNIST가 세워진 목적은 산업수도 울산의 R&D 혁신을 주도할 인재를 양성하고, 산학협력 연구를 선도할 수 있는 과학기술특성화대학 수요에 부응하기 위함이었다. 개교 당시에는 대한민국 최초의 국립대학법인으로 울산과학기술대학교라는 이름을 썼다.
2011년 교육과학기술부는 과학기술특성화대학(UNIST, KAIST, GIST, DGIST)을 세계적 연구거점으로 육성하기 위한 4개 과학기술대학특성화 및 육성방안을 발표했다. 2012년 2월 정부는 5개 과학기술특성화대학(UNIST, KAIST, GIST, DGIST, POSTECH)을 세계적인 연구중심 대학으로 육성하고 상호 교류·협력을 활성화하는 데 필요한 행·재정적 지원을 위해 업무협약(MOU)을 체결했다. 2013년 새 정부가 출범하면서 UNIST의 소관부처는 KAIST, GIST, DGIST와 같은 미래창조과학부로 변경됐다.
2015년 3월 3일에는 ‘과학기술원 전환 관련 법률’이 국회 본회의에서 통과됐다. 과학기술의 역량 강화와 고급과학기술 인재 양성의 필요성이 대두되고, 산업계와의 협동연구 및 외국과의 교육‧연구교류를 촉진함으로써 국가과학기술발전에 이바지한다는 법안의 취지가 공감대를 얻은 것이다. 울산과학기술원법은 2015년 3월 27일 공포됐다. 같은 해 9월 28일 울산과기원법 시행에 따라 울산과학기술대학교는 울산과학기술원으로 전환됐다.
과학기술원 전환에 따라, UNIST는 고등교육법을 적용받던 대학체제에서 특정연구기관 육성법과 특정연구기관 육성법 시행령에 의한 국가 출연연구기관으로 전환됐다. 이 영향으로 학생 선발이나 학사운영 전반에 있어 자율성을 갖게 됐고, 기술사업화를 위한 자회사를 설립하는 등 기관 특성에 맞는 경영 계획수립, 운영이 가능해졌다.

## 설립 근거 및 목적

### 설립 근거
- 울산과학기술원법[1]
- 특정연구기관육성법시행령[2]

### 목적[1]
- 대한민국의 첨단과학기술 혁신
- 지역산업의 기술ㆍ지식 발전을 주도할 고급과학기술인재 양성
- 산업계와의 협동연구
- 외국과의 교육ㆍ연구교류 촉진

## 역사

### 설립 배경
울산은 인구가 110만 명에 육박하고, 대한민국 연간 수출액의 약 20%를 담당하고 있으며, 1인당 평균 소득이 4만 달러에 달해 대한민국의 어느 대도시보다도 소득이 높으나 고등 교육을 담당하는 대학은 4년제 대학교가 울산대학교 단 하나, 2년제 대학 둘 뿐이었다. 따라서 고등 교육을 받기 위해서는 인근의 부산이나 대구, 수도권으로 이동해야 했으며 그로 인해 울산 지역 고교 졸업생 중 20%가 서울 지역의 대학으로, 25.6%가 부산 지역으로 대학을 지원하고 17.9%만이 울산 지역의 대학에 지원하였다. 그리하여 울산 시민들은 1994년부터 서명 운동을 시작하였고, 2001년 11월에는 '울산국립대설립범시민추진단'을 설립하는 등 지역의 국립대 설립을 추진했다. 2002년 6월 울산시장 선거와 2002년 12월 대통령 선거에서 울산 국립대학설립은 양당 후보 모두의 공통 공약으로 채택됐다. 노무현 전 대통령이 당선된 이후 대선공약 이행 차원에서 2005년 9월, 특수법인 형태의 울산국립대의 설립을 확정했다. 2007년 4월, 국립대학법인울산과학기술대학교 설립·운영에 관한 법률이 국회에 통과되면서 설립, 운영 방안이 결정됐다.

### 연혁
- 2007년  4월 국립대학법인 울산과학기술대학교 설립·운영에 관한 법률 (법률 제8331호,2007년 4월 6일, 2007년 7월 7일시행)[10]
- 2009년  3월 제1회 신입생 입학식
- 2011년  4월 교과부 4개 과기특성화대학 육성계획 의결(국과심)
- 2011년  5월 기초과학연구원(IBS) D‧U‧P(DGIST, UNIST, POSTECH) 연합캠퍼스 선정
- 2011년  7월 교육과학기술부 특별지원 과학기술특성화 대학 선정
- 2013년  3월 UNIST 소관부처 미래창조과학부로 변경
- 2013년  9월 교육부 BK21플러스 사업 선정
- 2013년 11월 IBS 캠퍼스연구단(연구단장 Rodney Ruoff) 출범
- 2014년  1월 IBS 캠퍼스연구단(연구단장 Steve Granick) 출범
- 2014년 12월 IBS 캠퍼스연구단(연구단장 명경재) 출범
- 2015년  3월 울산과학기술원법 공포(3.27.)
- 2015년  9월 울산과학기술원 전환(9.28.)
- 2015년 10월 울산과학기술원 개원식 “2015/10/12 프라임뉴스”. 《울산방송》. 2015년 10월 12일. 2018년 12월 11일에 확인함.</ref>[11]

### 역대 총장
- 2007년 9월 초대 총장 조무제 취임
- 2011년 9월 조무제 2대 총장 취임
- 2015년 9월 정무영 3대 총장 취임
- 2019년 11월 이용훈 4대 총장 취임

## 교육 과정

### 학부 과정
1학년은 기초과정인 새내기학부에 소속되며 1학년 말에 전공을 선택한다.
- 공과대학
  - 기계공학과
  - 지구환경도시건설공학과
  - 신소재공학과
  - 에너지화학공학과
  - 원자력공학과

- 정보바이오융합대학
  - 디자인학과
  - 바이오메디컬공학과
  - 생명과학과
  - 산업공학과
  - 전기전자공학과
  - 컴퓨터공학과

- 자연과학대학
  - 물리학과
  - 수리과학과
  - 화학과

- 경영과학부

### 대학원
이하 2021년 기준으로 설명한다. 4년제 석·박사 통합과정 및 2년제 석사과정 모두 계열 구분이 없다. 이전에 있었던 경영학부는 경영과학부로 변경되었다.
- 공과대학
  - 기계공학과 : 기계공학
  - 지구환경도시건설공학과 : 도시건설공학, 재난관리공학, 환경과학공학, 과학예술융합
  - 신소재공학과 : 신소재공학
  - 에너지화학공학과 : 에너지공학(배터리과학및기술), 에너지공학, 화학공학
  - 원자력공학과 : 원자력공학
- 정보바이오융합대학
  - 디자인학과 : 디자인학
  - 바이오메디컬공학과 : 바이오메디컬공학
  - 생명과학과 : 생명과학
  - 산업공학과 : 산업공학
  - 인공지능대학원 : 인공지능학
  - 반도체 소재 · 부품 대학원: 반도체학
  - 전기전자공학과 : 전기전자공학
  - 컴퓨터공학과 : 컴퓨터공학
- 자연과학대학
  - 물리학과 : 물리학, 응용물리학
  - 수리과학과 : 수리과학
  - 화학과 : 화학
- 경영과학부 : 경영과학

UNIST에는 세 개의 전문대학원 및 특수대학원이 설치되어 있다.
- 기술경영전문대학원 : 기술경영학석사, 공학박사 과정이 있다. 산업혁신 트랙, 기술사업화 트랙, 전략적 기술경영 트랙으로 세분화되어 배울 수 있다.
- 디자인-공학융합전문대학원: 창의디자인공학과로 전문석사과정과 박사과정이 있다.
- 융합경영대학원: 에너지상품거래 및 금융공학, 비즈니스 분석, 창업융합과 이학석사(PSM) 과정으로 구성되어있다

## 조직
- 이사회
  - 감사
- 총장
  - 교학부총장
    - 교무처
    - 입학학생처
    - 학술정보처
    - 행정처
    - 학부
    - 대학원
    - 언어교육원
    - 예비군대대
    - 헬스케어센터

  - 연구부총장
    - 기획처
    - 연구처
    - UNIST 융합연구원
    - 산학협력단
    - 대외협력처
    - 연구지원본부
    - 슈퍼컴퓨팅센터 보관됨 2015-12-26 - 웨이백 머신

### 연구센터
- 전기전자컴퓨터공학 연구부
  - GEV 사업단
  - 유기발광소자 연구센터
  - 산업-IT 융합 연구센터
  - 고성능 빅데이터 연구센터
  - 스마트센서 연구센터
  - 울산과학기술원 데이터 과학 연구소
  - 분산 딥러닝 기반 인공지능 연구센터
- 자연과학 연구부
  - 핵융합 플라즈마 안정성/구속성 연구센터
- 에너지 및 화학공학 연구부
  - META-신소재 기반 융복합형 에너지 변환 및 저장 기술 개발 사업단 보관됨 2016-07-01 - 웨이백 머신
  - 저차원 탄소혁신소재 연구센터
  - KIER-UNIST 차세대전지원천기술 연구센터
  - 차세대 촉매 연구센터
  - 그린에너지소재기술개발센터
  - 탄소 자원화 연구센터
  - 페로브트로닉스 연구센터
- 신소재공학 연구부
  - KIST-UNIST 울산 융합 신소재 연구센터
  - 다차원 프로그래머블 소재 연구센터
- 생명과학 연구부
  - 세포간 신호교신을 위한 암제어 연구센터
  - 한스쉘러 줄기세포 연구센터
  - 노화 다이나믹스 연구소
  - 나노기반 의생명 영상 연구개발 사업단
  - 초기능성소재 연구센터
  - 게놈산업기술센터
  - M³ 바이오 이미징 허브 연구센터
- 디자인 및 인간공학 연구부
  - 인간과 기술가치의 미래 제조산업을 위한 융합형 인간 및 시스템 공학자 양성사업단 보관됨 2016-07-01 - 웨이백 머신
  - 3D 프린팅 첨단 생산 기술 연구센터 보관됨 2016-07-01 - 웨이백 머신
- 기계 및 원자력공학부 연구부
  - 차세대 원자로 시스템 연구소
  - 미래원자력 환경 안전 연구소
  - 극한환경무인기 연구센터
  - 원전해체융합기술 연구센터
  - UNIST 첨단 복합재료 기술센터
- 경영학 연구부
  - 유니스트 빅데이터 연구센터
  - 국제 에너지 트레이딩 연구센터
  - 기술창업 교육센터
  - 미래산업전략연구소
- 도시환경공학부
  - 복합재난관리 연구소
  - 사이언스 월든 보관됨 2016-08-04 - 웨이백 머신
- 기초과정부
  - 창의인문 교육 및 연구센터
- IBS(기초과학연구원) UNIST 캠퍼스
  - 다차원탄소재료연구단
  - 첨단연성물질연구단
  - 유전체항상성연구단 보관됨 2015-10-17 - 웨이백 머신

## 갤러리

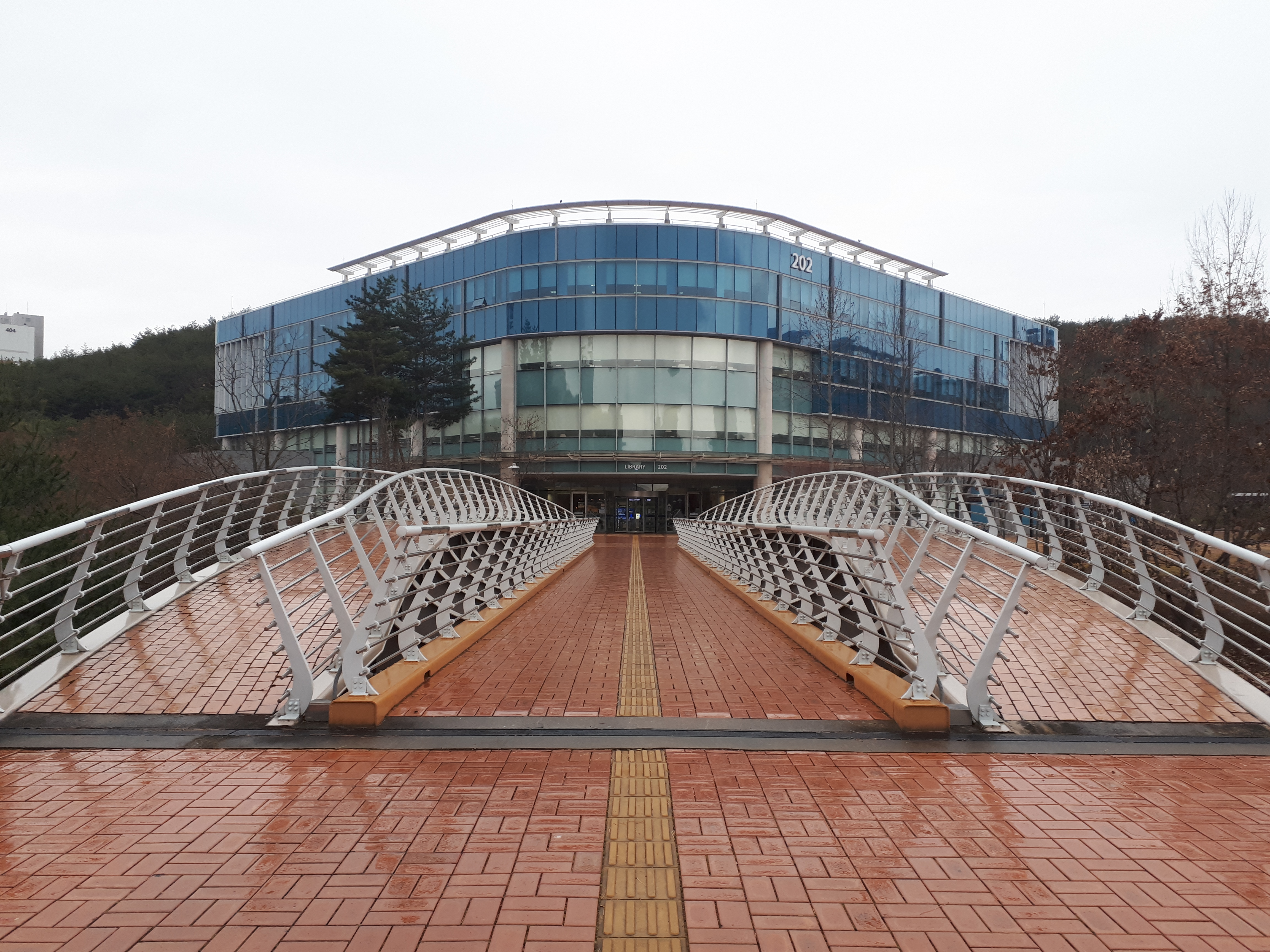
학술정보관
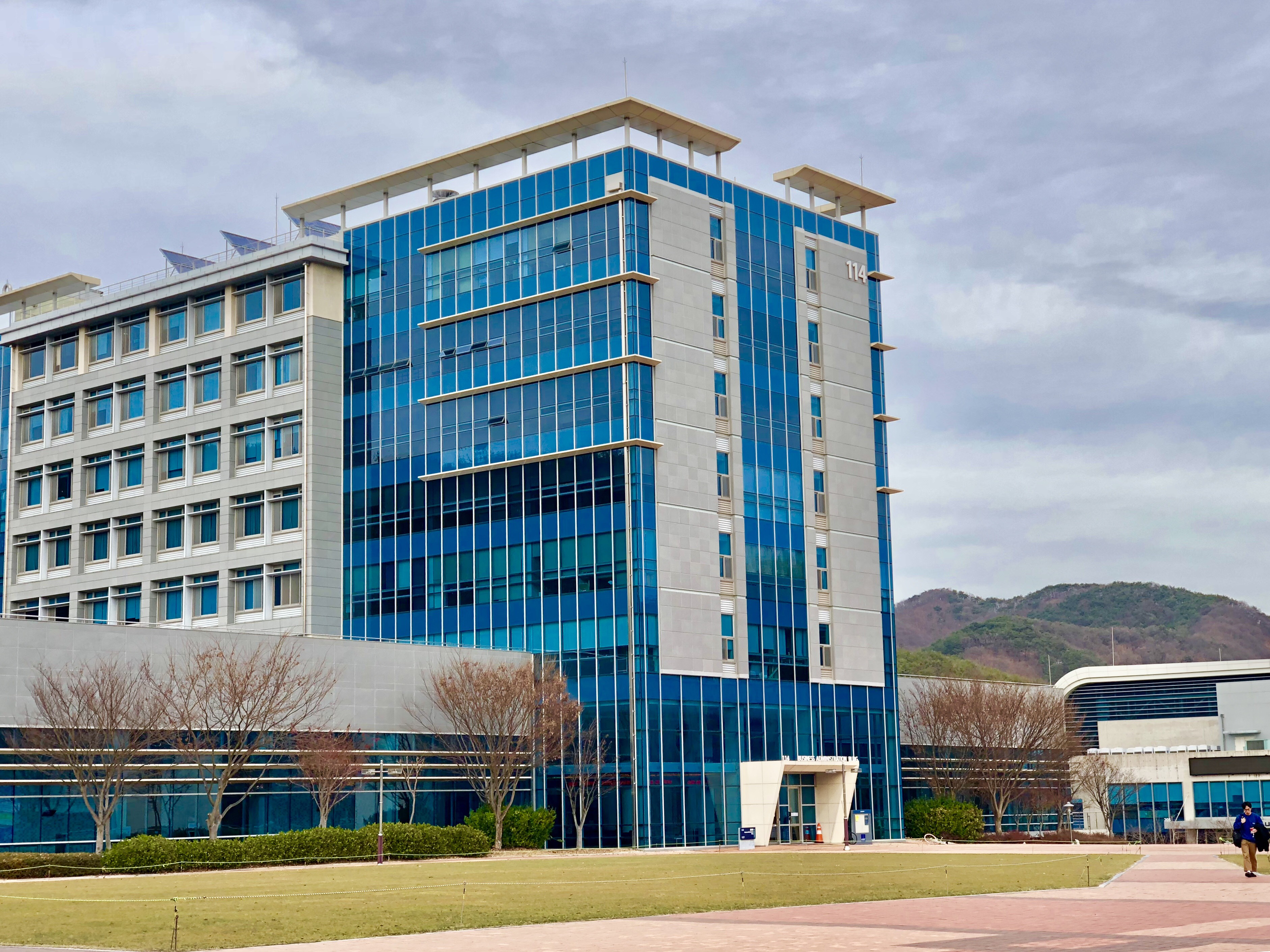
경영관

## 같이 보기
- 대구경북과학기술원 (DGIST)
- 광주과학기술원 (GIST)
- 한국과학기술원 (KAIST)
- 포항공과대학교 (POSTECH)
- 한국에너지공과대학교 (KENTECH)